# Josefssons
Josefssons är ett svenskt postorderföretag som grundades 1956 i Borås av Hugo Josefsson. År 1969 öppnade företaget även Josefssons stormarknad i samma stad, vilket köptes av Wessels 1974 och blev B&W Knalleland 1977. 1988 sålde Hugo Josefsson företaget till Kooperativa Förbundet. 1996 förvärvades företaget av konkurrenten Ellos som under 2000-talet fasade ut varumärket Josefssons. Josefssons har även verksamhet i Finland, Norge och Danmark.